# تيانا (سردينيا)
تيانا، (بالإنجليزية: Tiana)‏، (سردينيا: Tiana)، هي بلدية في مقاطعة نوورو، في المنطقة الإيطالية سردينيا، وتقع في وادي على سفوح جبل جينارجينتو في أولولاي بارباجيا، على بعد حوالي 150 كم (93 ميل) شمال كالياري، و حوالي 50 كيلومترا (31 ميل) جنوب غرب نوورو. اعتبارا من 31 ديسمبر 2004 ، كان عدد سكانها 547 وتبلغ مساحتها 19.3 كيلومتر مربع (7.5 ميل مربع).

## السكان
في سنة 1861 بلغ عدد السكان 544 نسمة، وتطور العدد ليصل في سنة 2011 لـ 521 نسمة.
يظهر هذا المخطط البياني تطور النمو السكاني لـ تيانا (سردينيا)